# 율동공원
율동공원은 경기도 성남시 분당구 문정로 145(율동 318)에 위치한 공원으로 율동과 분당동을 경계로 하고 있다. 총넓이는 263만 7316m2이고 공원시설로 개발된 넓이는 30만 8648m2이다. 1996년 12월 착공하여 1999년 8월 30일에 개원하였다.

## 개요
성남시에서 1999년 12월 26일부터 토지매입비 181억9천5백만원, 시설비 146억8천만원, 기타 16억4천 1백만원 등 총 345억1천6백만원의 사업비를 들여 조성하였으며, 1999년 8월 30일에 완공 및 개원하였다. 실제 공원은 율동과 분당동에 걸쳐 있으며, 성남시의 대형 근린공원으로써 많은 시민들이 찾는 명소로 자리잡고 있다. 율동공원은 TV드라마나 쇼프로그램들 (런닝맨, 1박2일, 우리 결혼했어요), 영화 (내 남자의 로맨스, 광복절 특사) 등의 촬영 장소로도 활용되고 있다.  13만 5,000m²(4만 여평)의 분당저수지 주변으로 2.5km의 산책로와 자전거도로가 개설되어 있고, 또한 분수, 인공암벽, 어린이 놀이터, 배드민턴장, 잔디광장, 발 지압장, 사계절 꽃동산, 갈대밭, 국궁장 등의 다양한 시설을 갖추고 있다. 1999년 8월 공원 안에 높이 45m의 번지점프대가 설치되어 번지 점프를 즐길 수 있게 되었으며, 청풍랜드에 62m의 번지점프대가 설치되기 전까지 대한민국 최대 높이였다.

## 편의시설
- 휴게소 : 3개소
- 주차장 : 3개소(752면)
- 유희시설 : 놀이터, 번지점프대, 분수대, 책테마파크
- 체육시설 : 배드민턴장, 국궁장, 산책로, 자전거도로, 인공암벽
- 광장 : 잔디광장 3곳, 갈대밭, 사계절동산

## 이용시간
오전 10시 ~ 오후 9시(주말 10시)

## 같이 보기
- 성남중앙공원
- 일산 호수공원
- 천안 단대호수공원

## 갤러리

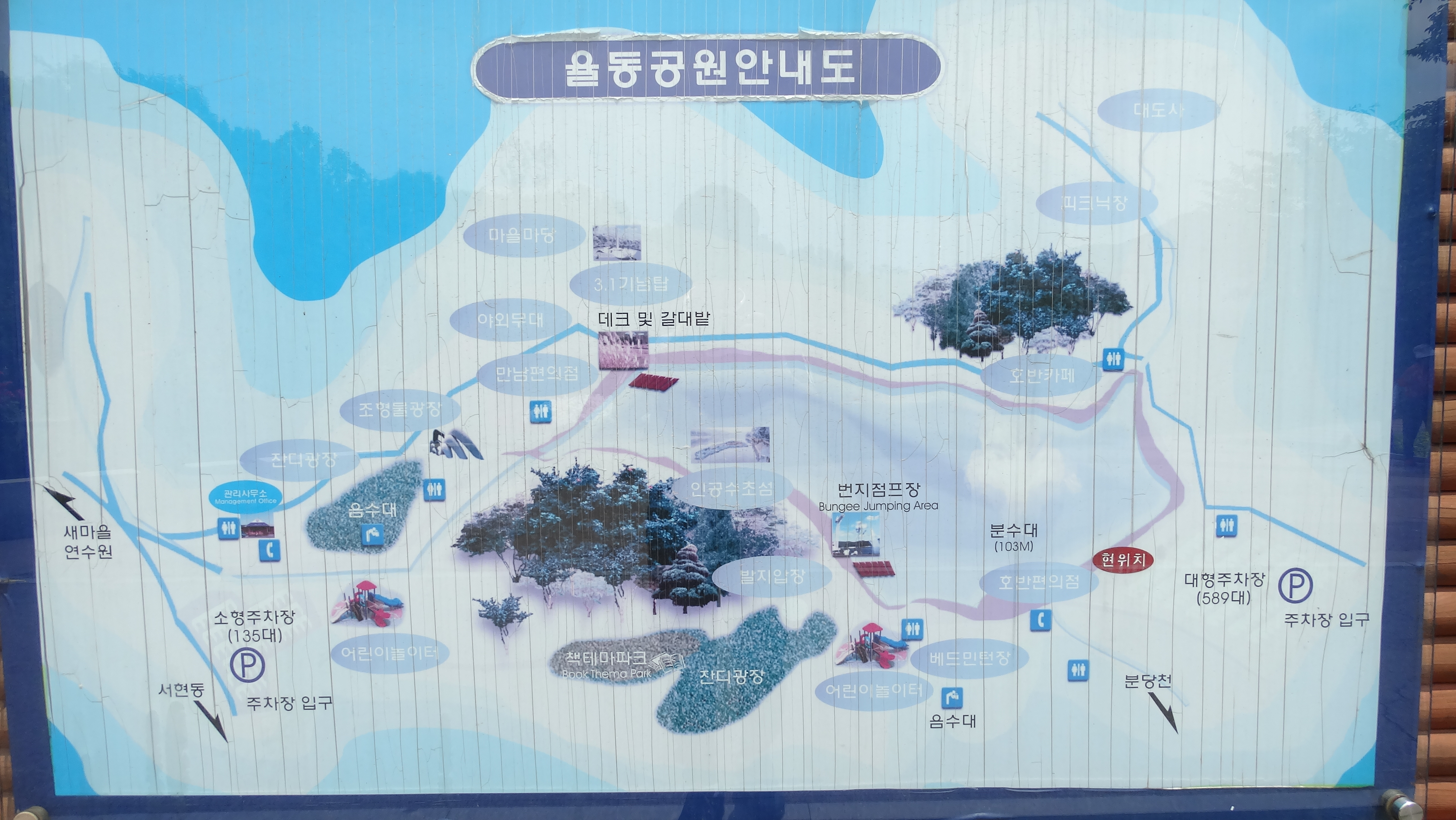
안내도
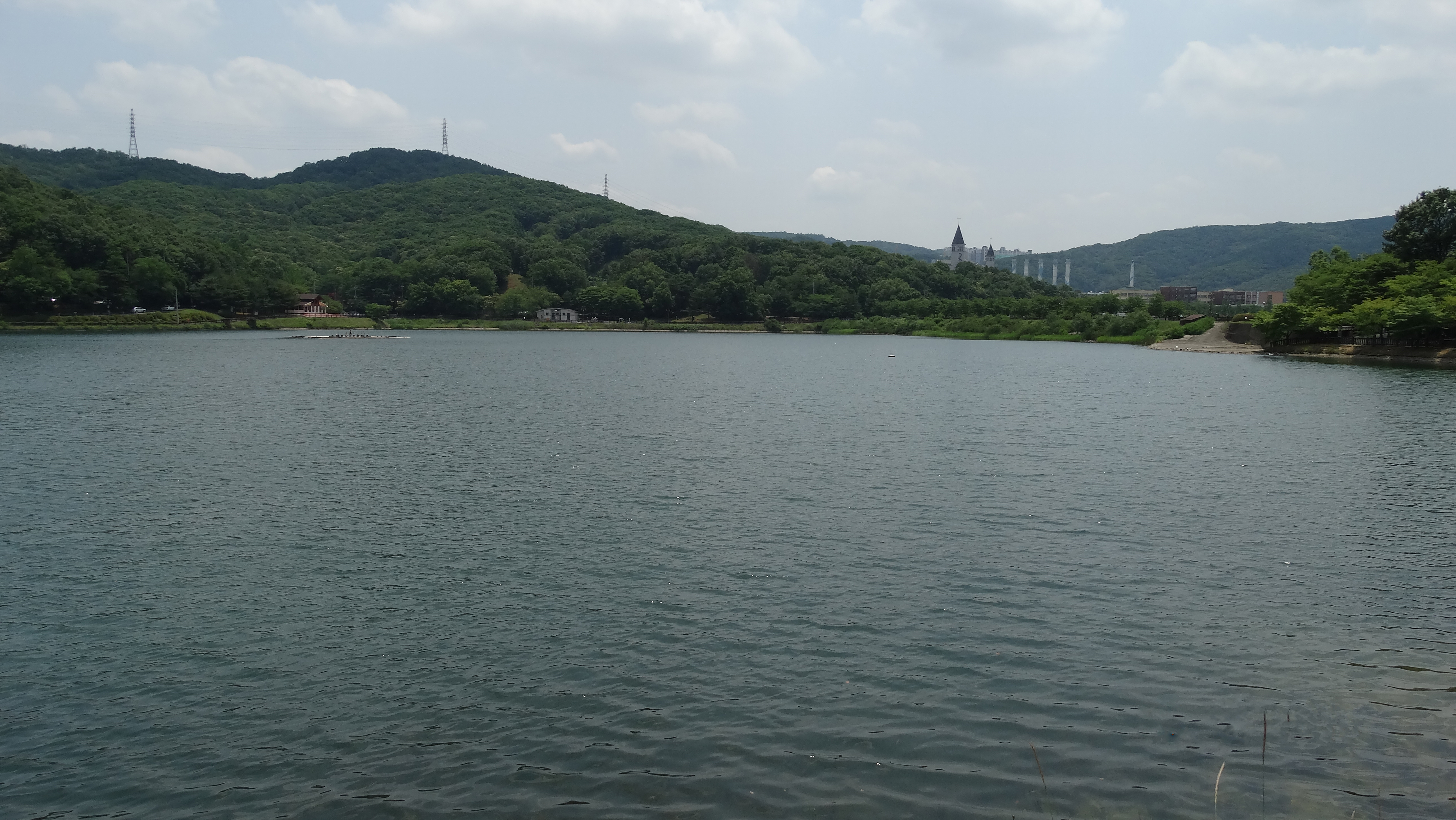
호수
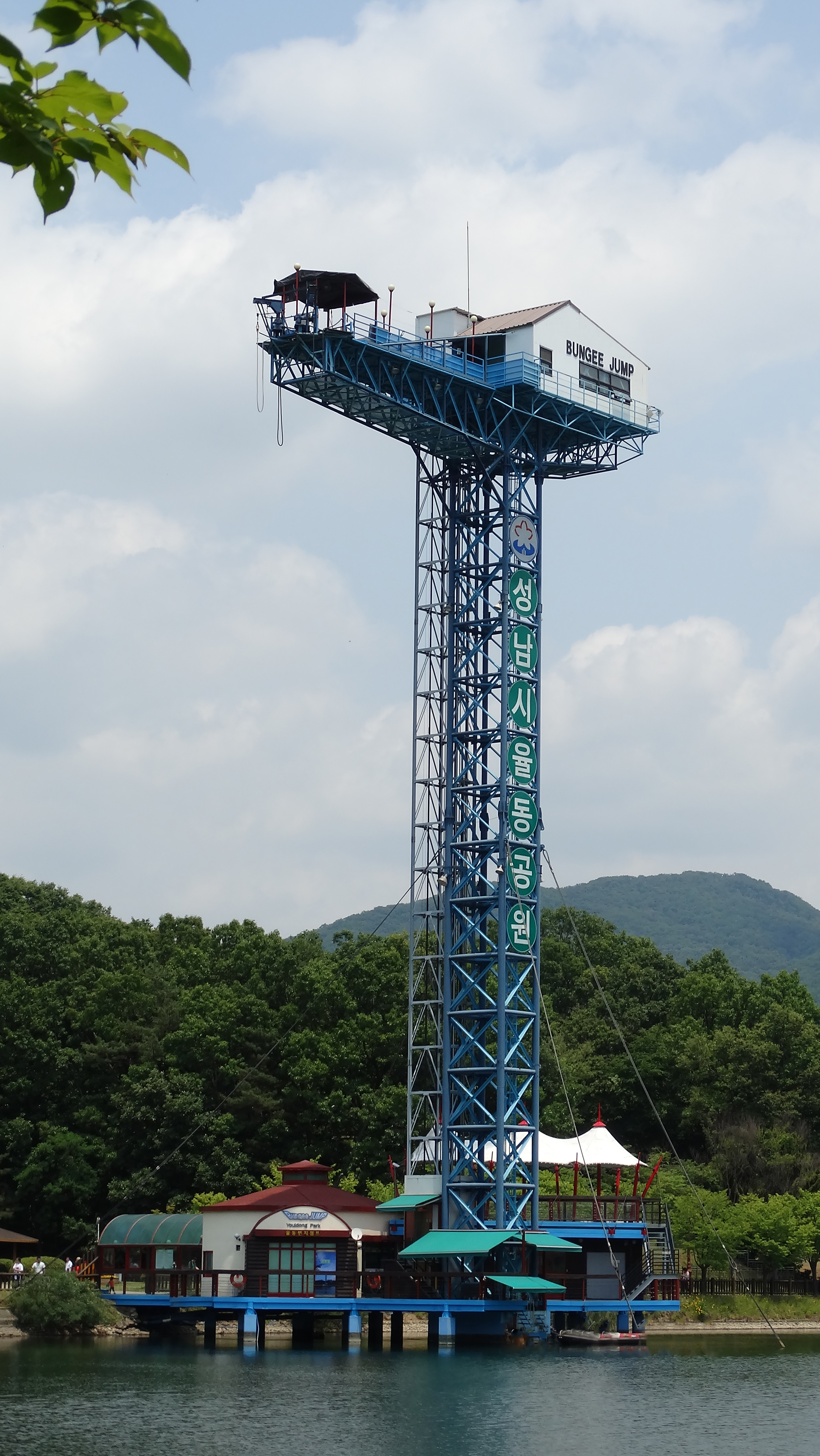
번지점프대
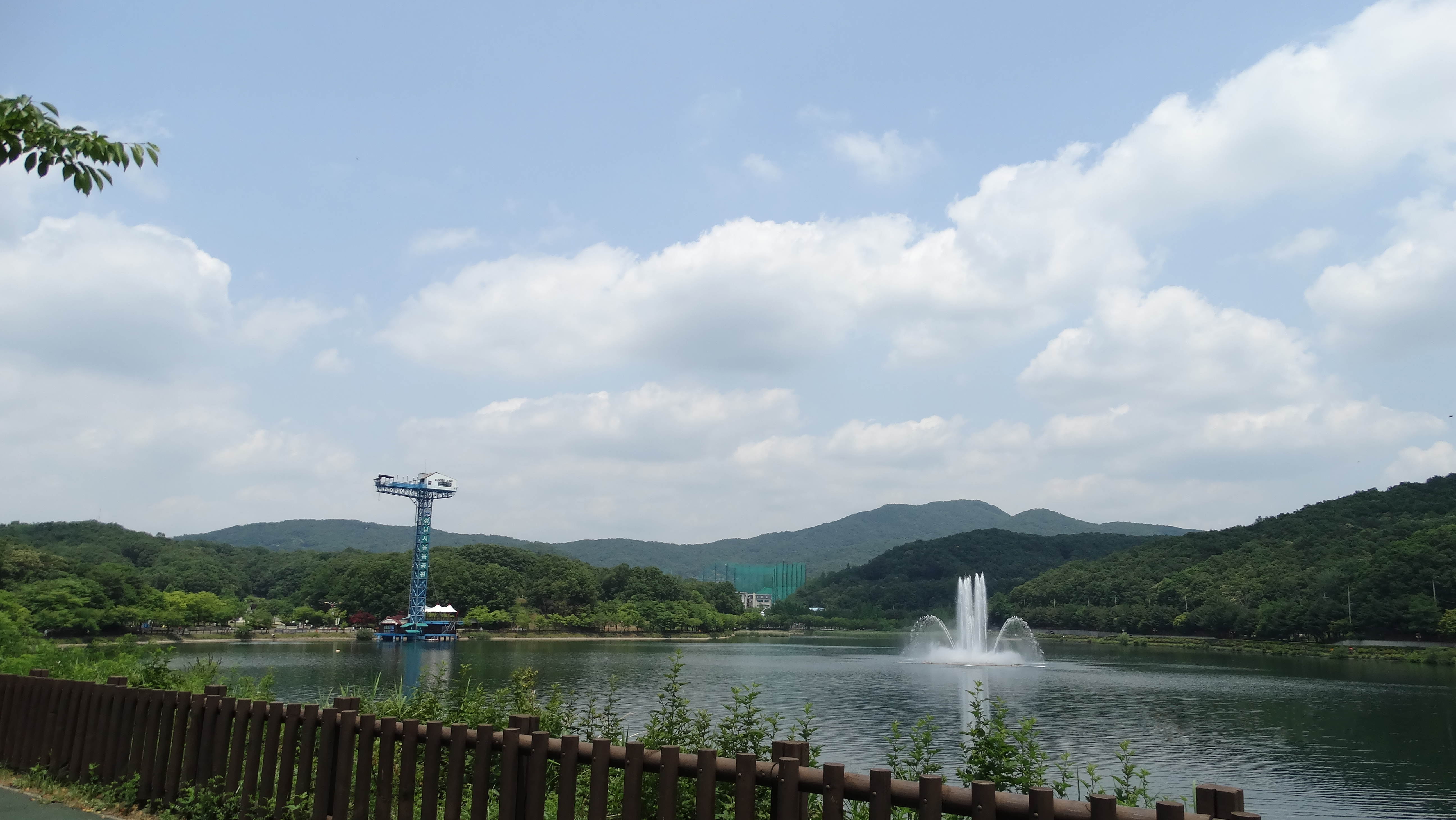
번지 점프대와 호수
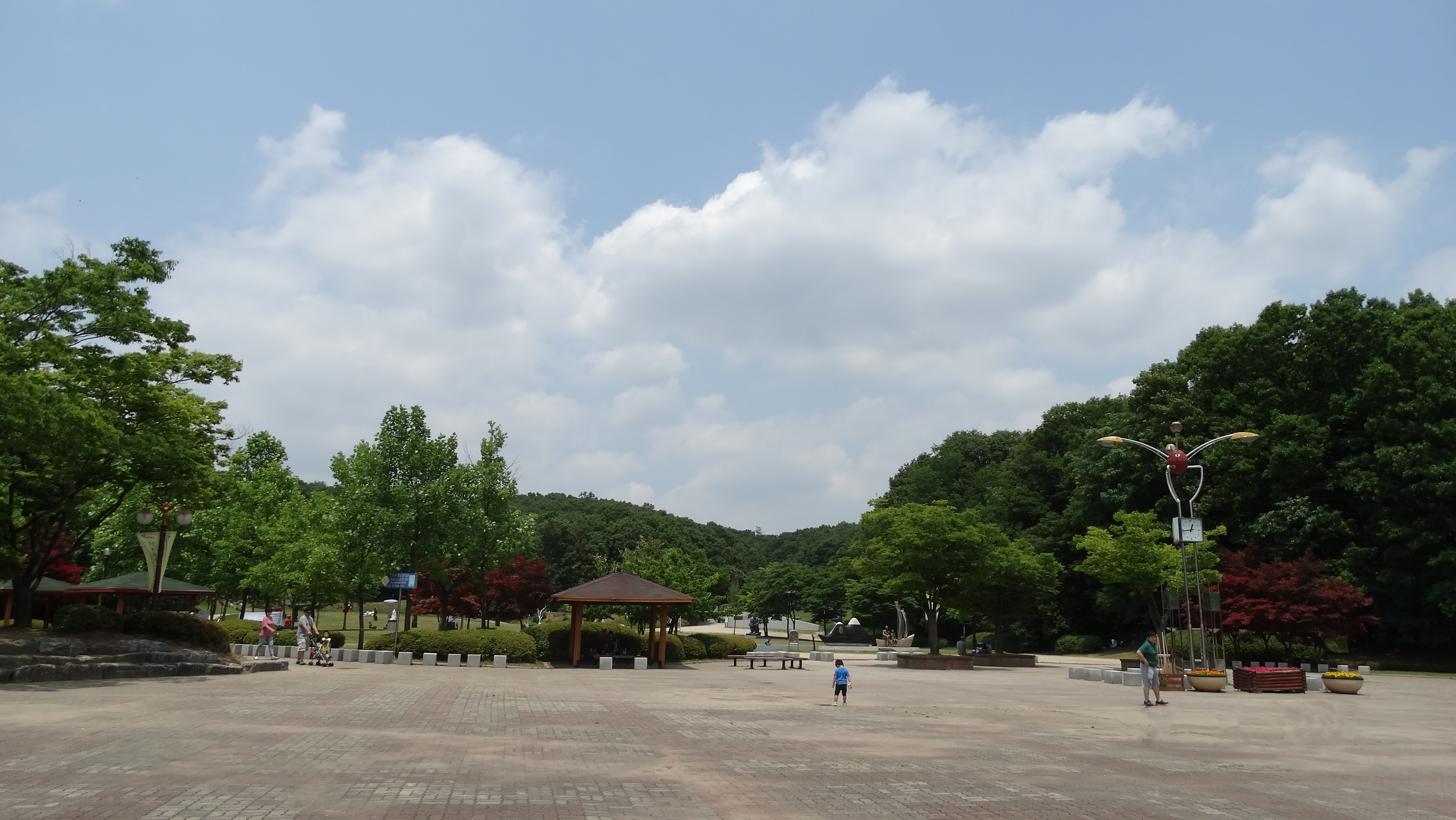
공원 전경
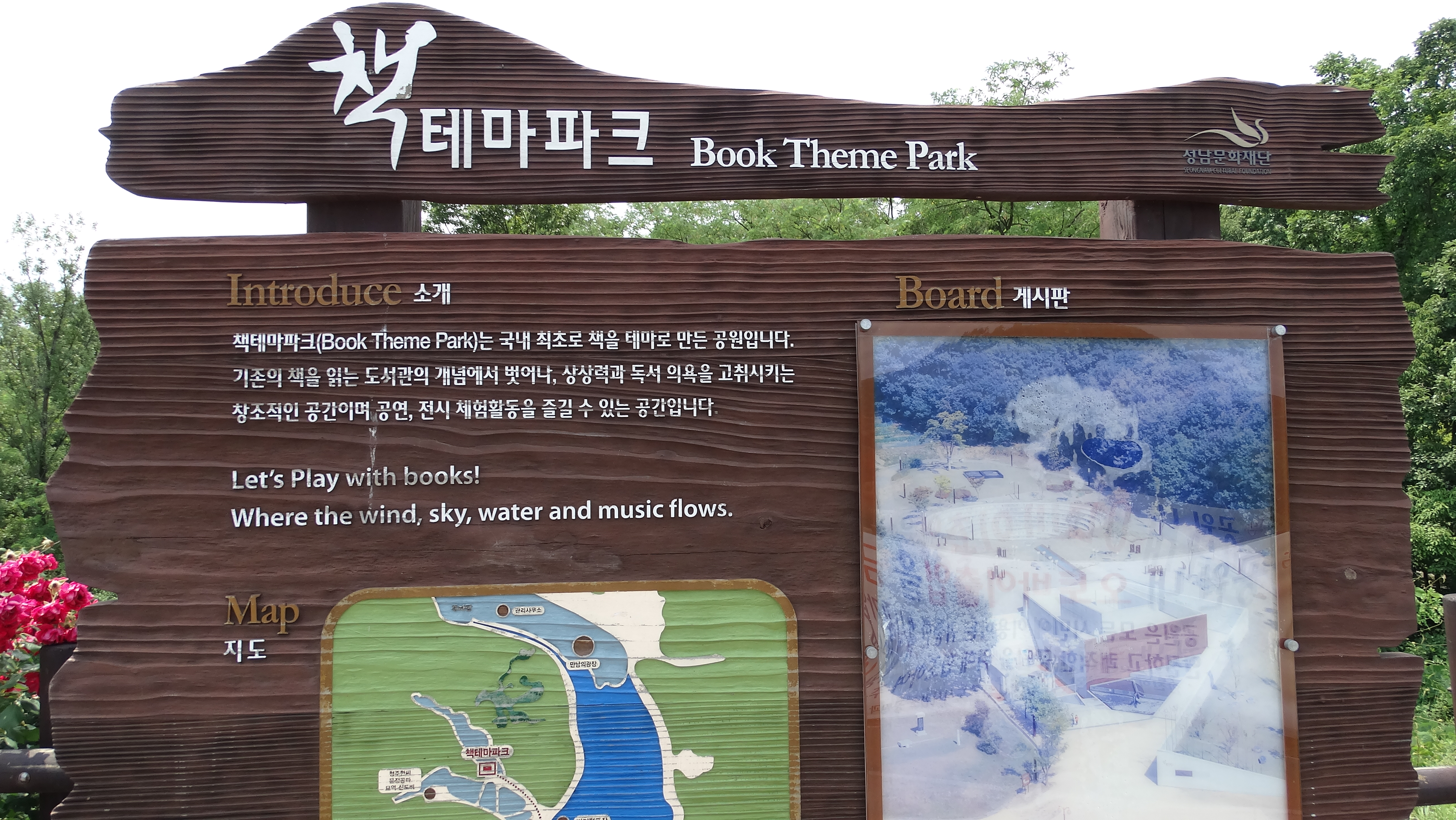
책 테마파크 안내도
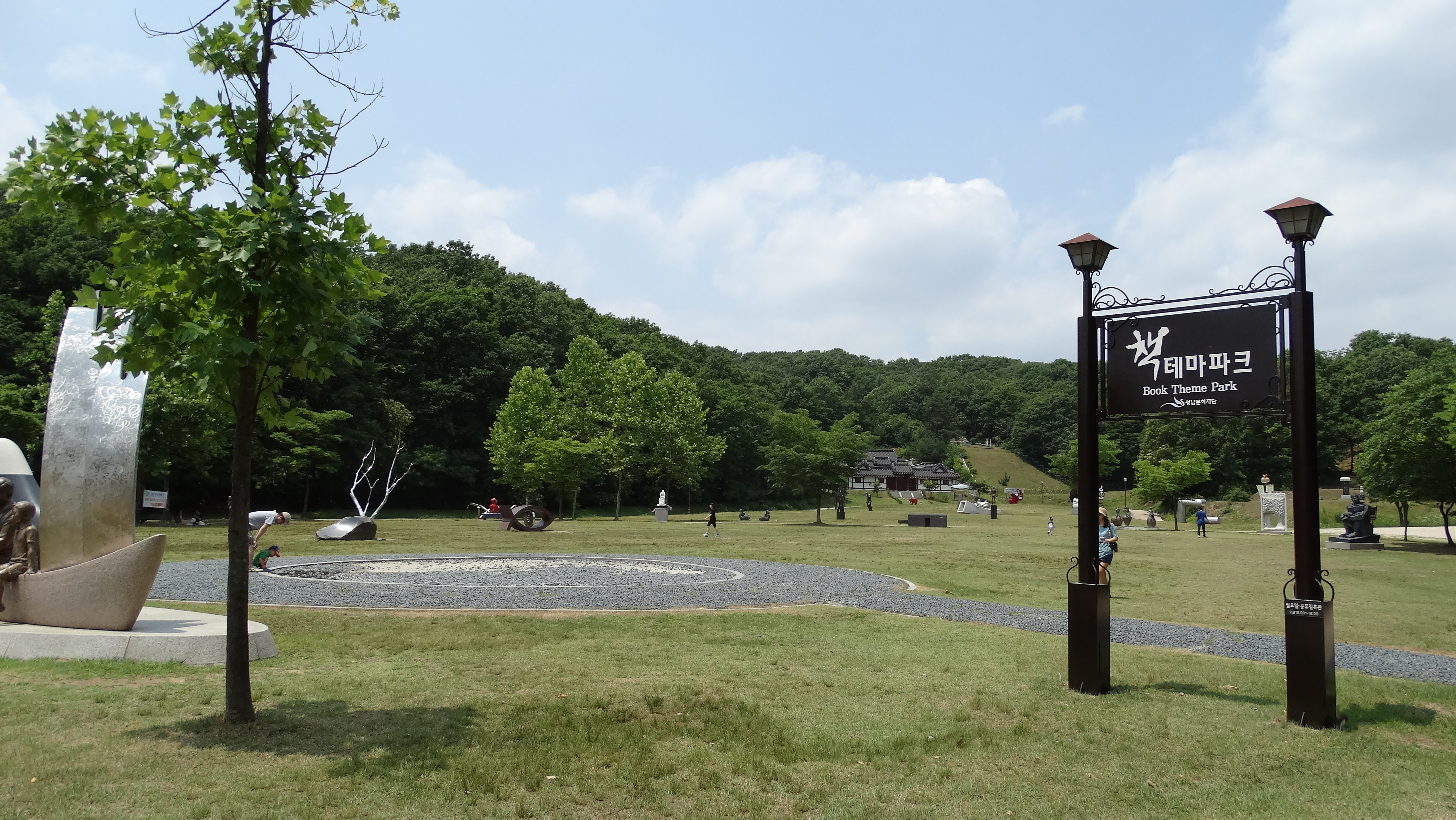
책 테마파크 푯말
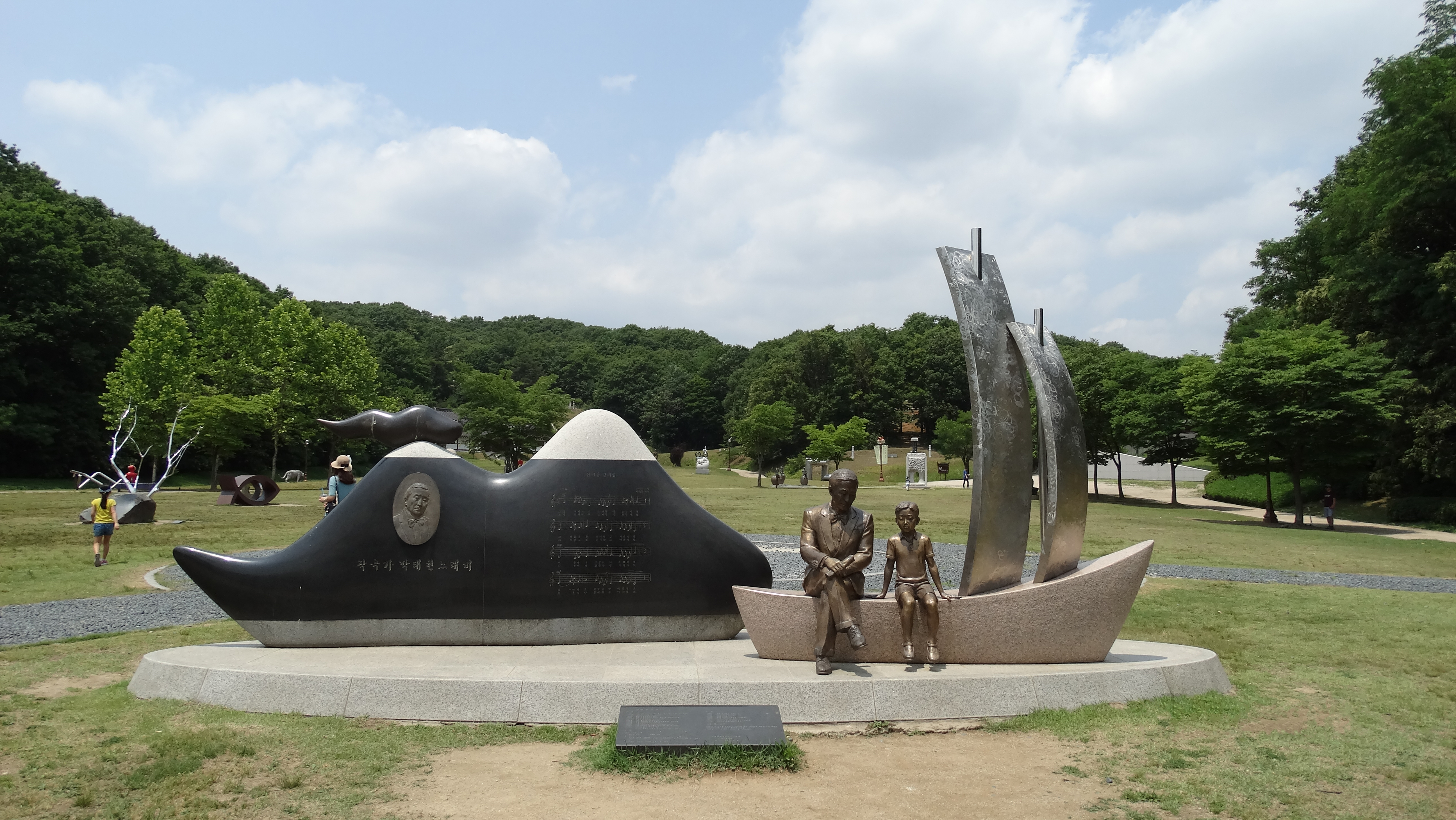
조각공원 - 작곡가 박태현 노래비
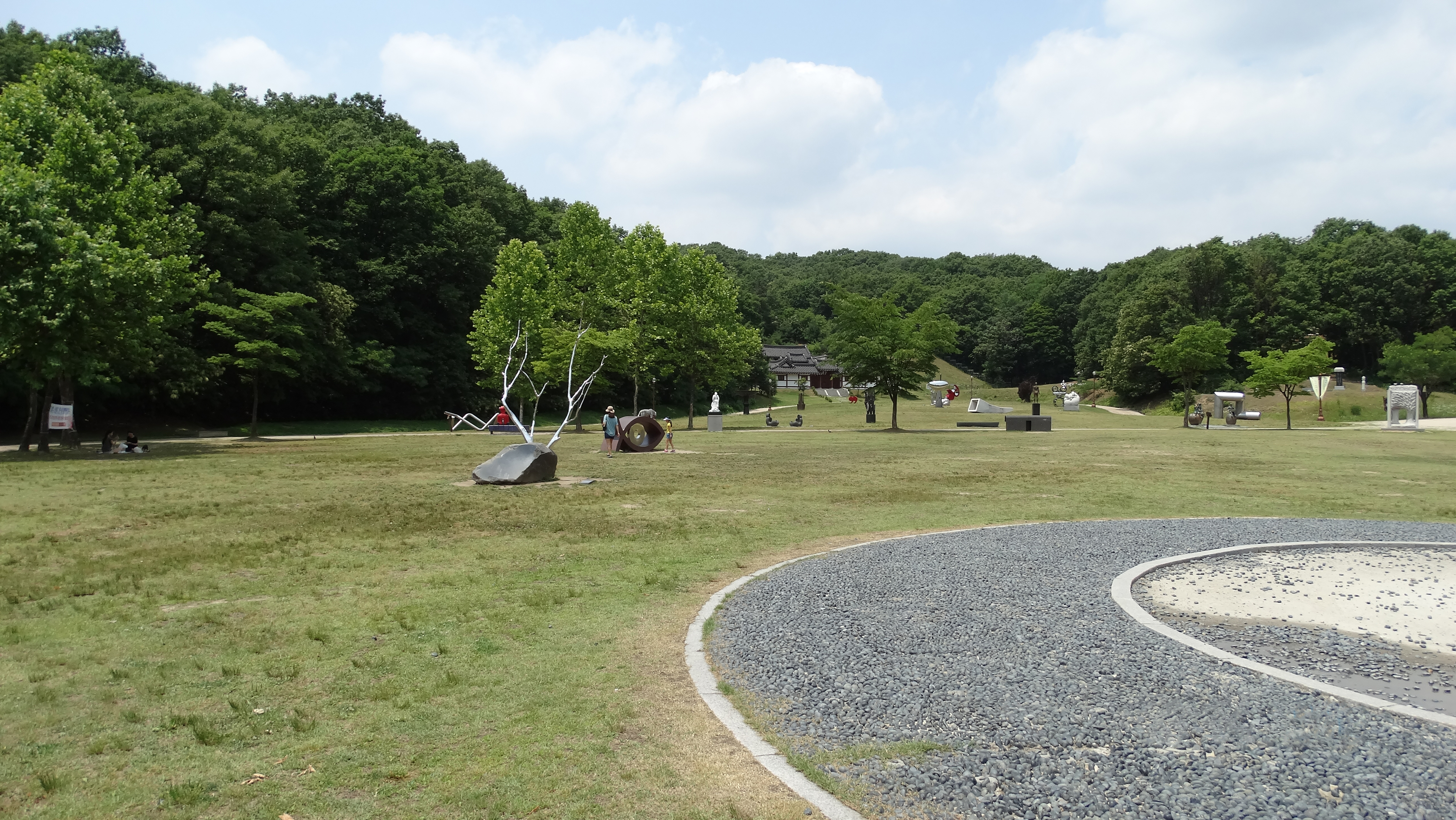
발지압 장
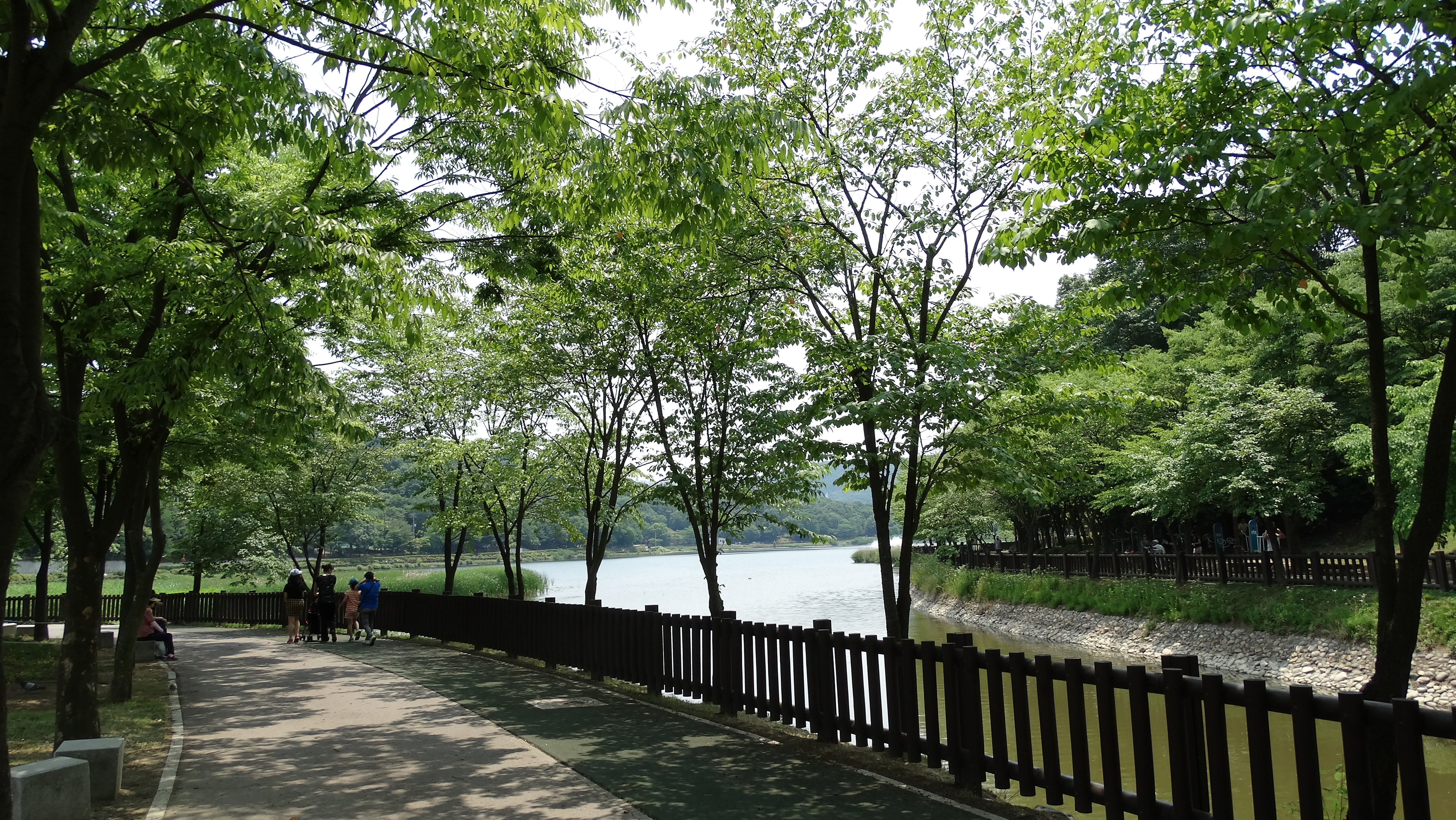
율동자연공원
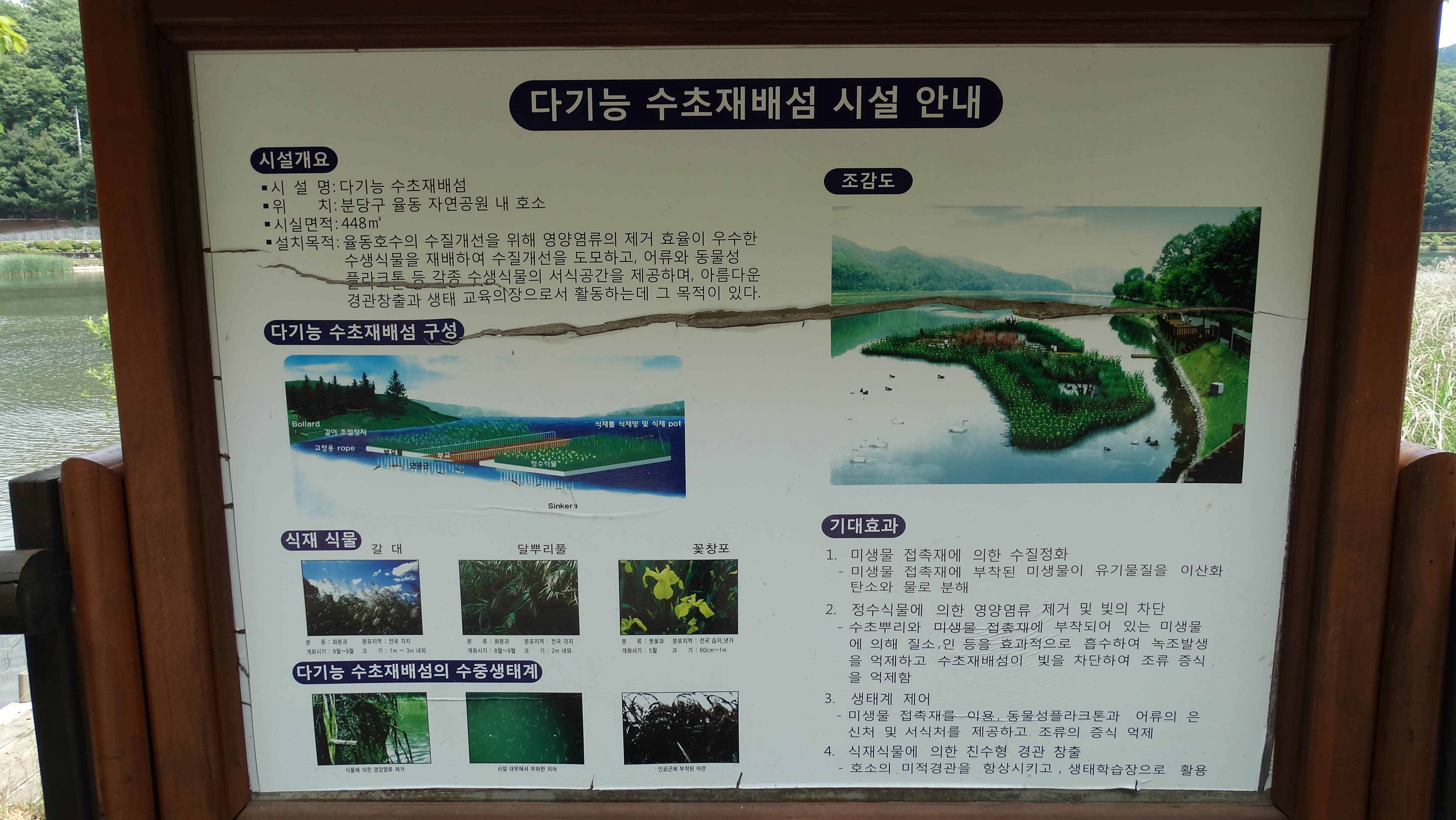
다기능 수초재배섬 시설 안내도
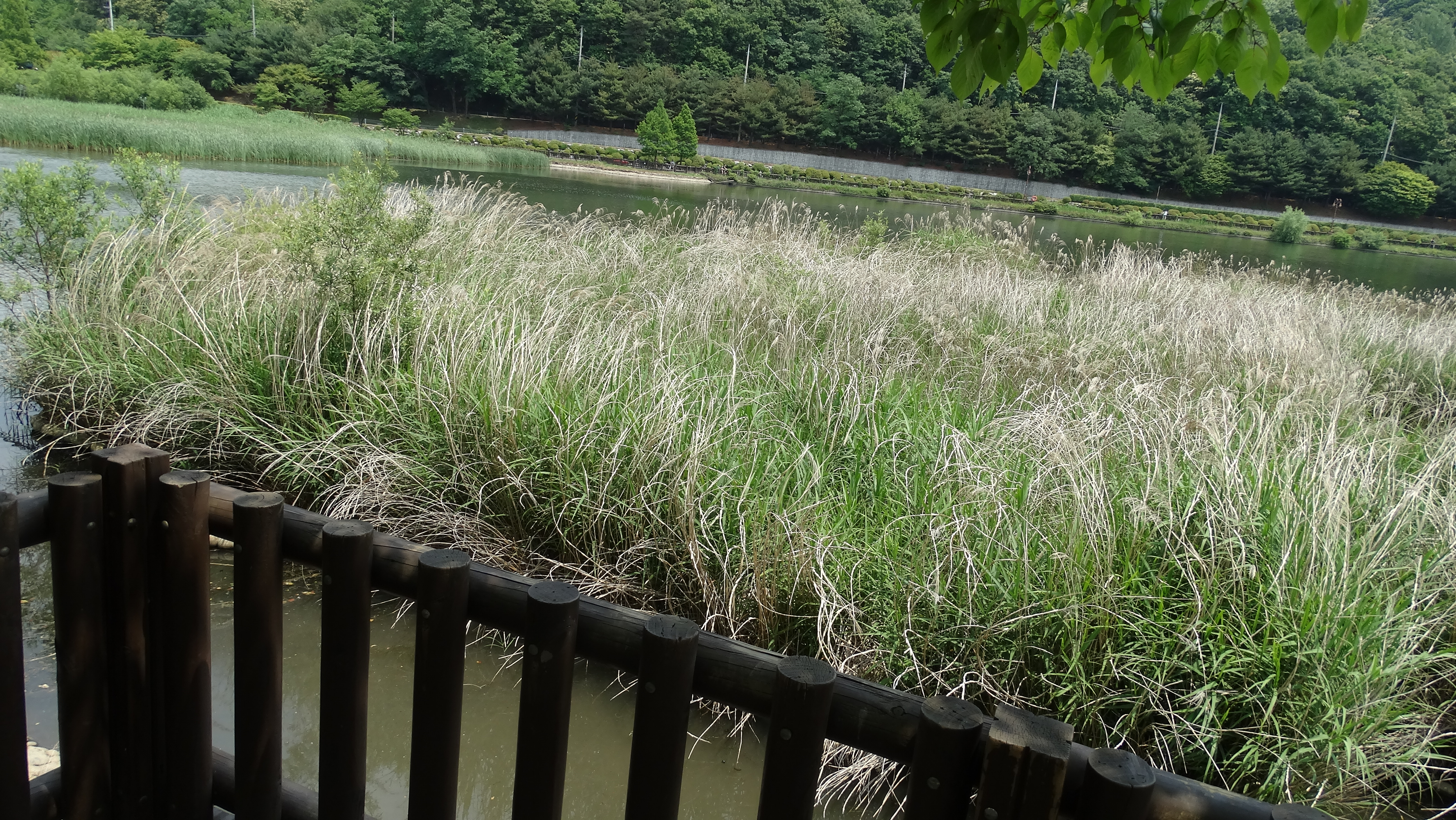
물 위에 떠있는 인공수초섬
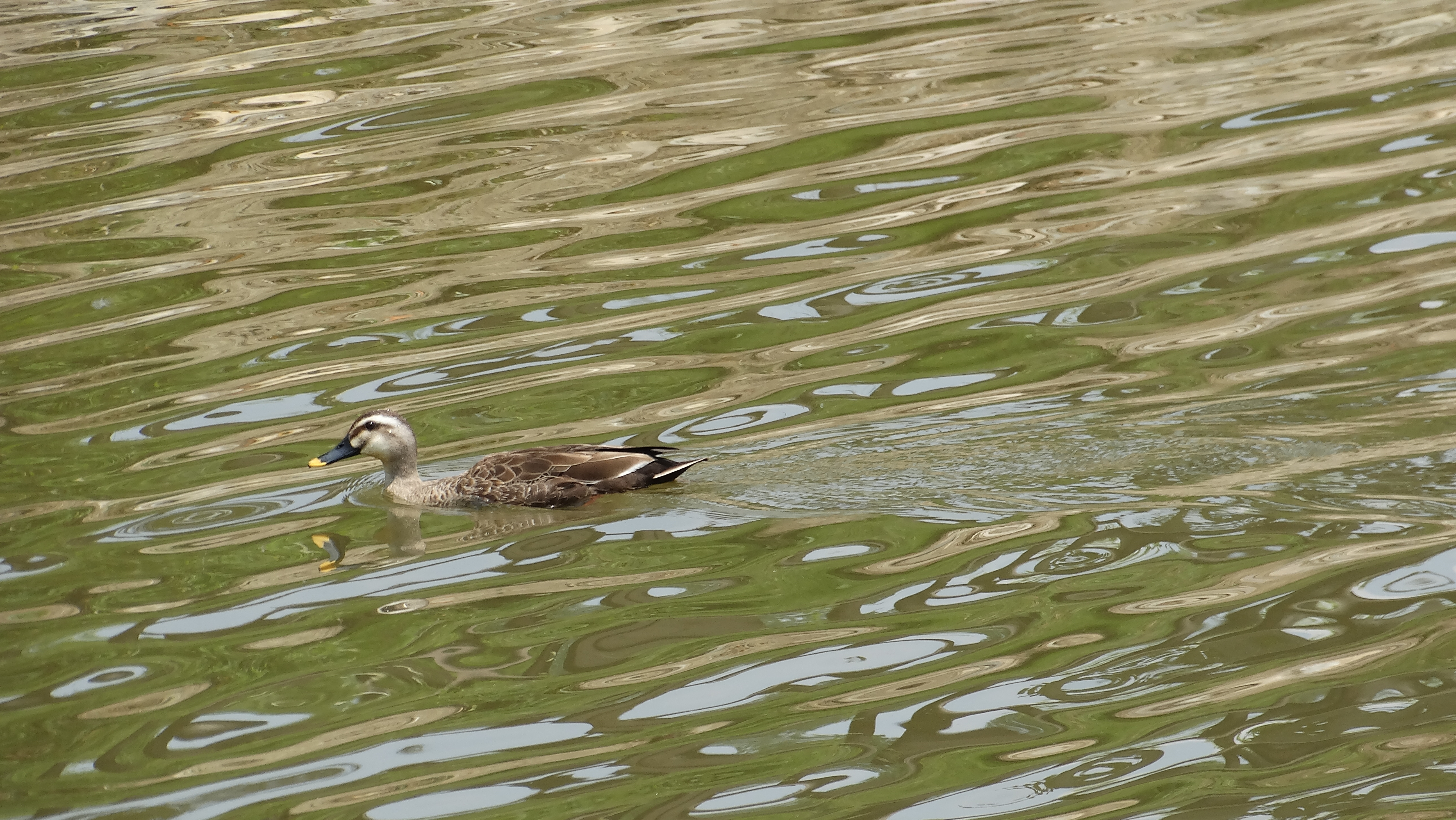
호수를 헤엄치는 오리
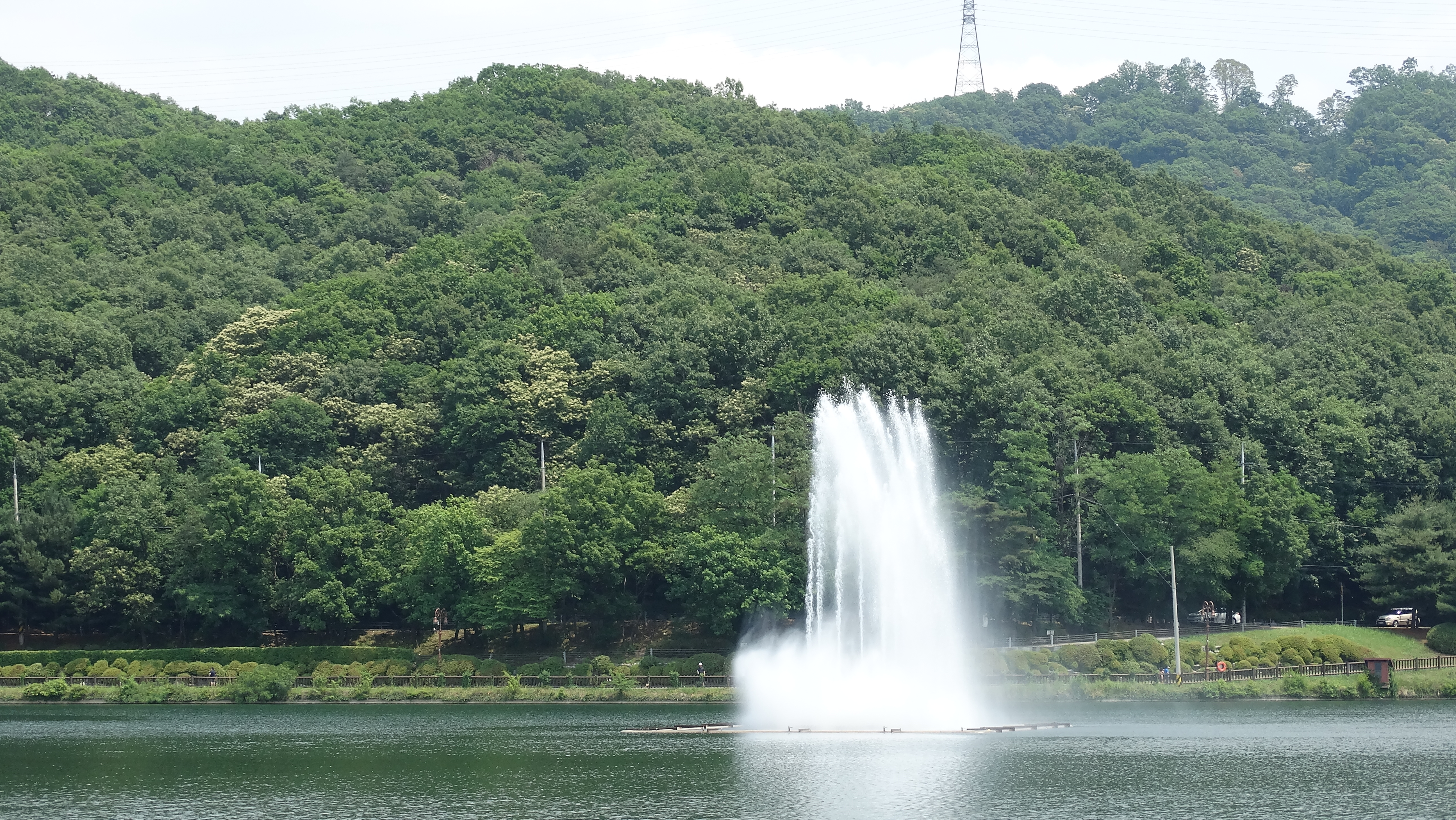
분수대
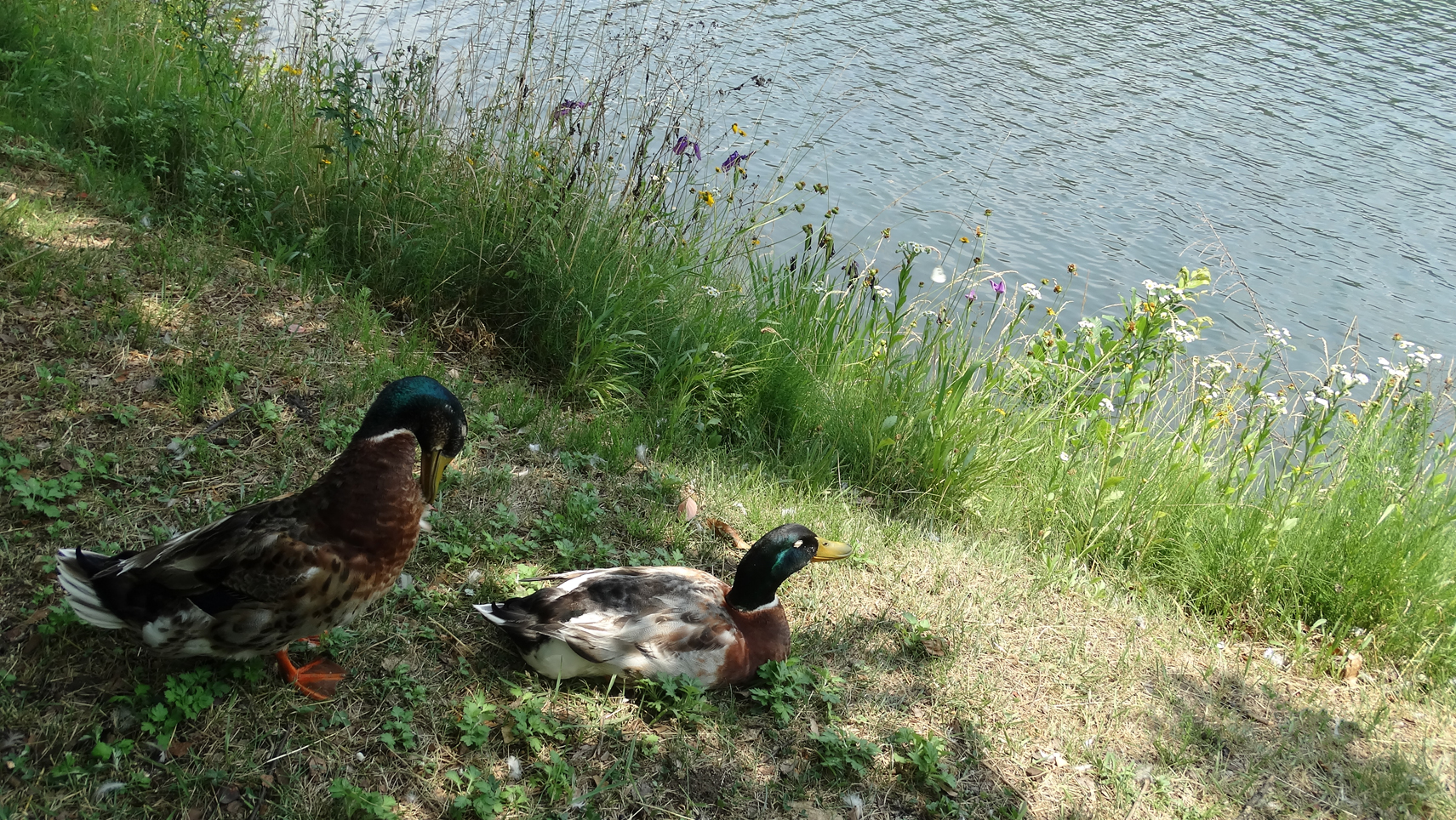
청둥 오리들
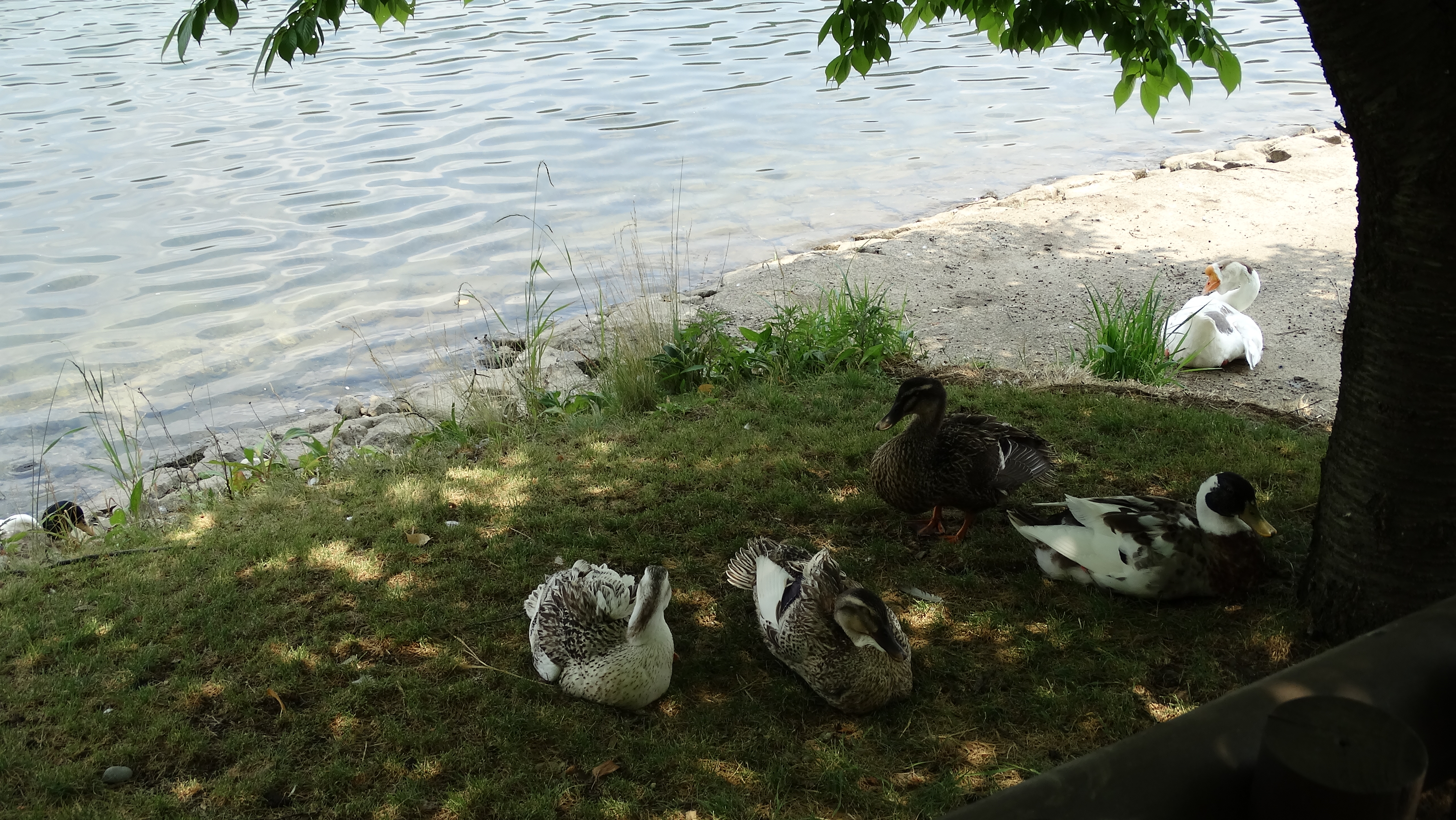
쉬고 있는 오리들

### 파노라마

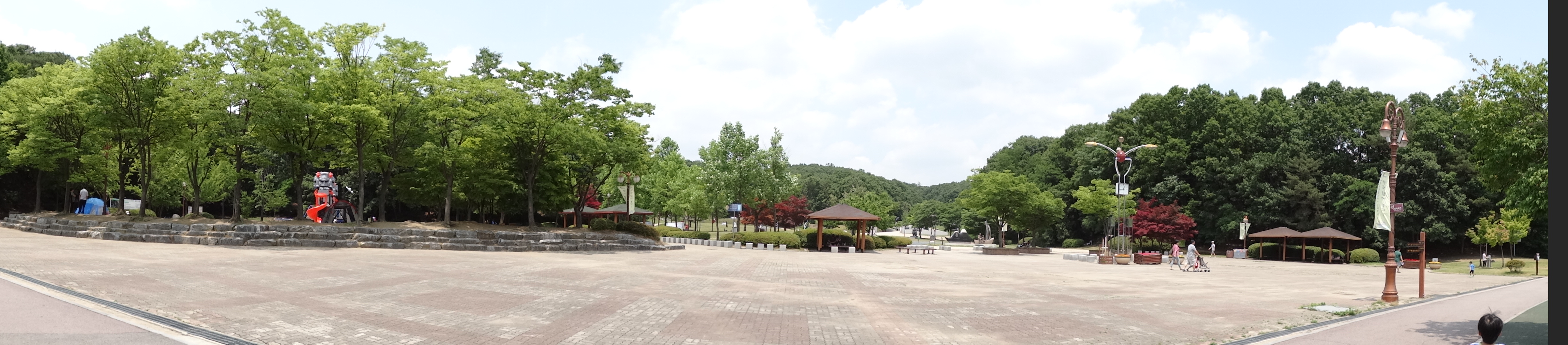